# Савалеєво (Татишлинський район)
Савале́єво (рос. Савалеево, башк. Һәүәләй) — присілок у складі Татишлинського району Башкортостану, Росія. Входить до складу Акбулатовської сільської ради.
Населення — 100 осіб (2010; 142 у 2002).
Національний склад:
- башкири — 99 %